# Вурманкасы (Вурман-Сюктерское сельское поселение)
Вурманкасы́ (чув. Вăрманкасси) — деревня в Чебоксарском районе Республики Чувашии России, входит в состав Вурман-Сюктерского сельского поселения.

## География
Расстояние до Чебоксар 21 км, до районного центра — посёлка Кугеси — 24 км, до железнодорожной станции Чебоксары — 21 км. Деревня расположена в 0,5 км. от автомагистрали М7 «Волга», в правобережье реки Волга. 
Часовой пояс
Деревня Вурманкасы, как и вся Чувашская Республика, находится в часовой зоне МСК (московское время). Смещение применяемого времени относительно UTC составляет +3:00.
Административно-территориальная принадлежность
В составе:  Чигереевой пятидесятни (в XVIII веке), Сюндырской волости Козьмодемьянского, Чебоксарского (с 24 июля 1920 года) уездов, Чебоксарского (с 1 октября 1927 года), Ишлейского (с 1 марта 1935 года) районов, с 14 июля 1959 года вновь в составе Чебоксарского района.

Сельские советы: Вурманкас-Сюктерский (1 октября 1927 года), Вурман-Сюктерский (с 1 марта 1935 года):145. 

## История
Деревня появилась в XVIII веке как выселок деревни Шербаш (ныне в составе Вурманкасов). Жители — до 1866 года государственные крестьяне; занимались земледелием, животноводством, лозоплетением, кулеткачеством, лесоразработкой, рыболовством. 

В 1931 году образован колхоз «Парижская коммуна». С 1930-х годов функционировали магазин, клуб, фельдшерско-акушерский пункт. В 1950 году присоединением села Хыркасы образован колхоз им. Сталина. С 1960 года деревня Вурманкасы — в колхозе «Ленинец» с центром в деревне Салабайкасы, с 1969 года в совхозе «Приволжский» (с 1972 года — «50 лет СССР», «50-летия СССР» (1981):104), ныне СХПК «Атал».
Религия
По сведениям справочника Казанской епархии (1904) жители деревни были прихожанами Рождественской церкви села Хыркасы.

## Название
Название Вурманкасы носят несколько населённых пунктов Чувашии.

Происхождение названия деревни можно объяснить двояко: от имени чуваша-язычника Вăрман + кассы «деревня Вурмана» и от чув. варман «лес» (Л.А. Ефимов. Элӗк енӗ.). Большинство деревень образованы на месте вырубки леса, их название произошло от чув. вăрман «лес».— Географические названия Чувашской Республики.
Историческое название
Ишле́й-Шерба́ш. 

## Население
| 2010 | 2012 |
| ---- | ---- |
| 487  | ↘481 |

По данным Всероссийской переписи населения 2002 года в деревне проживали 544 человека, преобладающая национальность — чуваши (93%).

## Экономика
Функционирует СХПК «Атăл» (по состоянию на 2010 год), имеется магазин.